# المجمع المغلق 1431
المجمع المغلق 1431 هو المجمع الموكول بانتخاب بابا الكنيسة الكاثوليكية الجديد بعد استقالة البابا. انعقد مجمع الكرادلة لانتخاب البابا الجديد بدءًا من
2 مارس 1431 وانتهى في 3 مارس 1431. انتُخبَ إيجين الرابع ليكون البابا الجديد للكنيسة.